# 辉绿岩

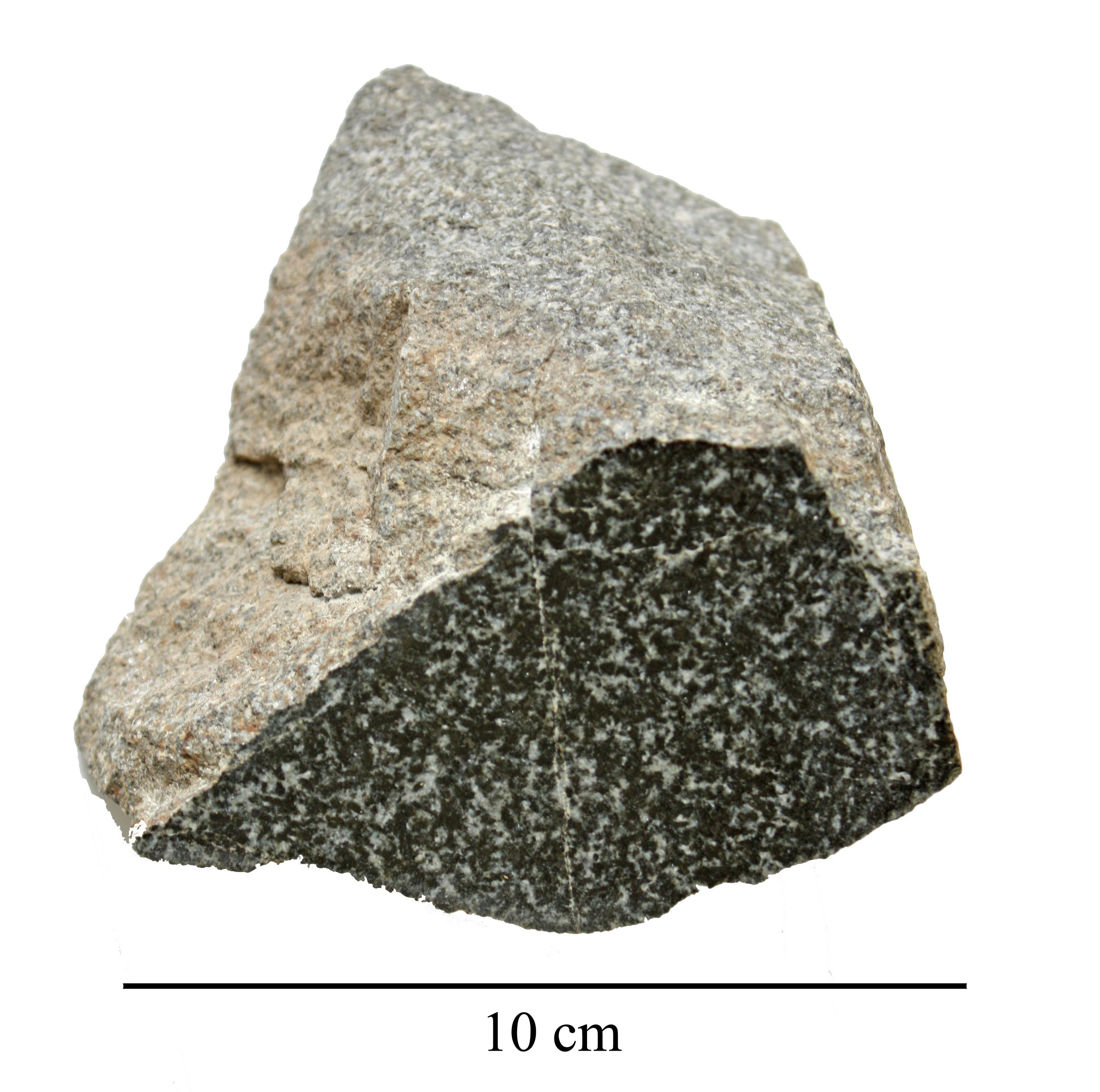
輝綠岩

輝綠岩又稱粗粒玄武岩或細粒輝長岩 (microgabbro)，是一種基性半深成火成岩，化學成分和礦物組成與輝長岩一致。岩理較輝長岩細，含有較多鐵鎂礦物，顏色較深。輝綠岩是典型的浅侵入体，通常表现出细粒至隐晶岩的寒化边缘，可能含有玄武玻璃（深色黑云母玻璃）。
輝綠岩（Diabase）是北美洲的首選名稱，而dolerite則是英語世界其他地區的首選名稱，在英語世界中，diabase 這個名稱有時是指改變的閃長岩和玄武岩。有些地質學家寧願使用細粒輝長岩 (microgabbro)來避免混淆。
輝綠岩（Diabase）的名稱來自法文，最終來自希臘文 (意思是「跨越、過渡的行為」) 而dolerite的名稱來自法文，源自希臘文doleros (「欺騙、欺騙」)，因為它很容易與闪长岩（diorite）混淆。

## 岩相學

北愛爾蘭，費爾黑德(Fair Head)懸崖

斜長石通常具有幼細但可見的紋理，由自形晶斜长石晶體 (62%) 組成，鑲嵌在較幼細的辉石基質中，典型的是普通辉石 (20-29%)，並含有少量橄欖石 (在橄欖石斜長石中為3%至12%)、磁鐵礦 (2%) 及鈦鐵礦 (2%)。 附屬礦物及蝕變礦物包括普通角閃石 (hornblende)、黑云母、磷灰石、磁黃鐵礦、黃銅礦、蛇紋石、綠泥石及方解石。這種紋理被稱為 diabasic紋理，是典型的輝綠岩紋理。這種輝綠岩紋理也稱為 interstitial。 長石中含有大量钙长石（與鈉長石相反），是長石钙长石-鈉長石固溶體系列的鈣質端成分(endmember)，最常見的是拉長石。

## 外部連結
- 輝綠岩簡介 （页面存档备份，存于）
- Collection of dikes in the Fish River Canyon, Namibia